# Tomás Guerrero Ortega
Tomás Guerrero Ortega (Madrid, 25 de septiembre de 1913-Aignan, 1 de junio de 1997) fue un militar y guerrillero español

## Biografía
Nació en Madrid el 25 de septiembre de 1913. Ya proclamada la Segunda República, ingresó en el ejército, donde alcanzaría el rango de teniente; no obstante, en 1935 sería procesado por indisciplina y acabaría siendo expulsado. En esta época ingresó en el Partido Comunista de España (PCE).
Tras el estallido de la Guerra civil se unió a las milicias populares y más adelante se integría en el Ejército Popular de la República. Durante algún tiempo mandaría el 115.º batallón de la 29.ª Brigada Mixta y, posteriormente, el 131.º batallón de la 33.ª Brigada Mixta. Ostentó el rango de mayor de milicias. Al mando del 131.º batallón tomaría parte en la campaña de Aragón, en el infento de detener la ofensiva franquista hacia el Mediterráneo. En abril de 1938 sería designado comandante de la recién creada 227.ª Brigada Mixta, unidad al frente de la cual participó en la batalla del Ebro. A comienzos de 1939 se exiliaría en Francia junto a los restos del ejército republicano.
En 1941, tras haber contactado con Evaristo Luis Fernández, se unió a los grupos de republicanos españoles que actuaban dentro de la resistencia francesa. Sin embargo, debido a sus actividades sería detenido por la policía de Vichy. Fue recluido en el Campo de castigo de Vernet d'Ariège, donde Guerrero, en calidad de «responsables militar», organizaría numerosas evasiones del mismo. Con posterioridad sería evacuado y a partir del otoño de 1943 se integraría en la resistencia activa. Se convirtió entonces en jefe de la 35.ª Brigada guerrillera, formada por exiliados republicanos españoles. En el verano de 1944 al frente de su unidad tomó parte en la liberación de Gers y Toulouse, además de otras acciones militares. Por sus acciones, los franceses le condecorarían con la Cruz de Guerra y la Medalla de la Liberación.
Tras la contienda dirigió una empresa de transportes. Falleció en Aignan el 1 de junio de 1997.
- Courtès, Georges (1999). Le Gers. Dictionnaire biographique de l'Antiquité à nos jours. Société archéologique et historique du Gers.
- Engel, Carlos (1999). Historia de las Brigadas Mixtas del Ejército Popular de la República. Madrid: Almena. 84-922644-7-0.
- Glass, Charles (2018). They Fought Alone. Nueva York: Penguin Press.
- Modesto, Juan (1978). Soy del Quinto Regimiento. Editorial Laia.
- Pons Prades, Eduardo (1975). Republicanos españoles en la 2.ª Guerra Mundial. Barcelona: Editorial Planeta.
- Serrano, Secundino (2005). La última gesta: los republicanos que vencieron a Hitler (1939-1945). Aguilar.